# صرابی (روستا)
 صرابی  (در عربی:  الصُرَابی )
نام روستایی است در دهستان بَنُو العَوّام از توابع استان حَجّه در کشور یمن در شبه جزیره عربستان.

## جمعیت
جمعیت آن (۶۶ ) نفر (۵ خانوار) می‌باشد.